# Mario Alberto Torres Hernández
Mario Alberto Torres Hernández (* 20. Juni 1931; † 26. April 1975) war ein chilenischer Fußballspieler. Der Innenverteidiger wurde mit Audax Italiano chilenischer Meister 1957 und absolvierte elf Länderspiele für Chile.

## Vereinskarriere
Mario Torres spielte mindestens von 1954 bis 1959 für den Hauptstadtklub Audax Italiano. Mit dem Klub italienischer Einwanderer gewann er die Meisterschaft 1957.

## Nationalmannschaft
In der Nationalmannschaft debütierte Mario Torres im September 1954 beim 2:1-Erfolg in der Copa del Pacífico 1954 gegen Peru. Im März 1957 wurde er für den Campeonato Sudamericano 1957 in Peru nominiert und absolvierte drei der sechs Turnierspiele für La Roja. Das Team von Trainer José Salerno beendete das Turnier mit einem Sieg, einem Unentschieden und vier Niederlagen auf dem vorletzten Platz.
Beim Campeonato Sudamericano 1959 absolvierte Torres nur die Auftaktpartie gegen Gastgeber Argentinien, die mit 1:6 verloren ging. La Roja beendete das Turnier als Fünfter mit zwei Siegen, einem Unentschieden und drei Niederlagen.
Das letzte Länderspiel absolvierte Torres im September 1959 bei der 0:1-Niederlage in der Copa Bernardo O’Higgins gegen Brasilien. Insgesamt kommt er auf elf Länderspiele.

## Erfolge
Audax Italiano
- Chilenischer Meister: 1957